# Projeto Portinari
João Candido Portinari
O Projeto Portinari foi criado por João Candido Portinari com apoio inicial da FINEP e recursos do FNDCT, em 2 de abril de 1979, junto da PUC-RJ, para o resgate da obra de Candido Portinari e colocação da mesma em acesso público.

## História
...é como brasileiro que me sinto no dever de trabalhar para que todos possamos nos reencontrar com tua obra e, através dela, com nós mesmos.— João Candido Portinari

### Contexto histórico
Nos anos após o final da ditadura militar brasileira, surgiram várias iniciativas para o resgate da história Brasileira, no decorrer do movimento das Diretas Já e o retorno dos exilados.

### Origem
Em 1967, após 10 anos vivendo no exterior e cuidando da sua formação acadêmica, João Candido Portinari voltou ao Brasil, a convite da PUC-RJ para fundar o Departamento de Matemática, do qual virou diretor no ano seguinte. Por mais que de início ele tenha preferido se afastar da obra do pai, ele se aproximou ao ver que a memória dele estava sendo esquecida meros 17 anos após a morte do pintor e impactado após revisitar o Museu Van Gogh em 1978, no ano seguinte ele fundou o Projeto Portinari em um escritório emprestado por Américo Jacobina Lacombe, presidente da Fundação Rui Barbosa. Em 1980, a PUC-RJ por fim acolheu oficialmente o projeto. Neste mesmo ano, foi realizado pela Rede Globo em parceria com o Projeto Portinari um documentário do Globo Repórter sobre o pintor, com direção de Eduardo Coutinho.
Até essa época, como indicado no artigo do O Globo, Portinari,  o  pintor: Um famoso desconhecido, mais de 95% da obra do pintor estava fora do acesso público e não se conhecia o paradeiro da maioria das obras a ponto do "Museu de Arte Moderna de Nova York possuía mais informações sobre Portinari do que todas as instituições brasileiras reunidas.", de acordo com o fundador.
Inicialmente ele se baseou em documentos do pai e aqueles que herdou de sua mãe, que havia sido uma memorialista da história de Portinari e por mais de uma década a Varig subsidiou suas viagens internacionais. Os primeiros 25 anos foram dedicados a busca das obras do artista nacional e internacionalmente, onde o projeto recebeu apoio da Rede Globo, Correios e do Itamaraty. Foram reunidas em torno de 5,400 obras (em 2000, 200 obras eram consideradas falsas e 500 não foram localizadas), 25 mil documentos e ainda um Programa de História Oral de 130 horas de entrevistas posteriormente digitalizadas e um Catálogo Raisonné, cujo fundador do projeto afirma ser o primeiro de um artista em toda a América Latina, e ao Sul do Equador.
Após a fase de catalogação, o projeto passou a fazer atividades educacionais, principalmente voltadas à criança e o jovem.

## Projetos

Candido Portinari

Alguns projetos desenvolvidos envolvem um museu virtual com o Google Arts & Culture, o Projeto Pincelada, para a comprovação da autoria de obras artísticas, o relançamento do livro de poesia do pintor, o relançamento, após mais de 7 décadas, ao lado da editora Antofágica, de ilustrações feitas para Memórias Póstumas de Brás Cubas, O Alienista, a produção de uma minissérie prevista para 2021 e até mesmo a restauração seguida da exposição no Brasil e na França da obra Guerra e Paz.

### Projeto Pincelada
Utilizando áreas de inteligência artificial, redes neurais, entre outras, o Projeto Pincelada faz uma macrofotografia das pinturas para estabelecer sua autenticidade.
Idealizado em 1990 por João Candido, o objetivo foi enriquecer as técnicas de reconhecimento de autoria através da "morfologia das pinceladas do autor" e George Svetlichny, do Departamento de Matemática, teve a ideia de colocar uma amostra de pinceladas no programa Autoclass, desenvolvido pela NASA e foi apresentada pela primeira vez ao público científico na Universidade de Cambridge, pelo fundador do Projeto Portinari, em 1993.
De acordo com o professor Ruy Luiz Milidiú, a imagem é dividida em vários quadrados de 4mm x 4mm, que devem conter o movimento de uma pincelada. A primeira fase do projeto foi ver se o programa conseguia diferenciar as obras de Portinari das de Enrico Bianco e a segunda fase foi comparar com as falsificações das obras do Portinari.

### Catálogo Raisonné
Lançado em 2004 é uma coleção de 5 volumes, cada representando as mais de 4,600 obras do pintor.

### Digitalização
Originalmente proposto em 1983 e iniciado em 1984, o projeto tem procurado a usar as novas tecnologias para a digitalização do acervo de Portinari, após constatar a dificuldade de preservar os originais.

### Artigo
- Portinari, João Cândido (abril de 2000). «Projeto Portinari». Estud. av. 14 (38): 367-400. doi:10.1590/S0103-40142000000100021